# Kaasstolp

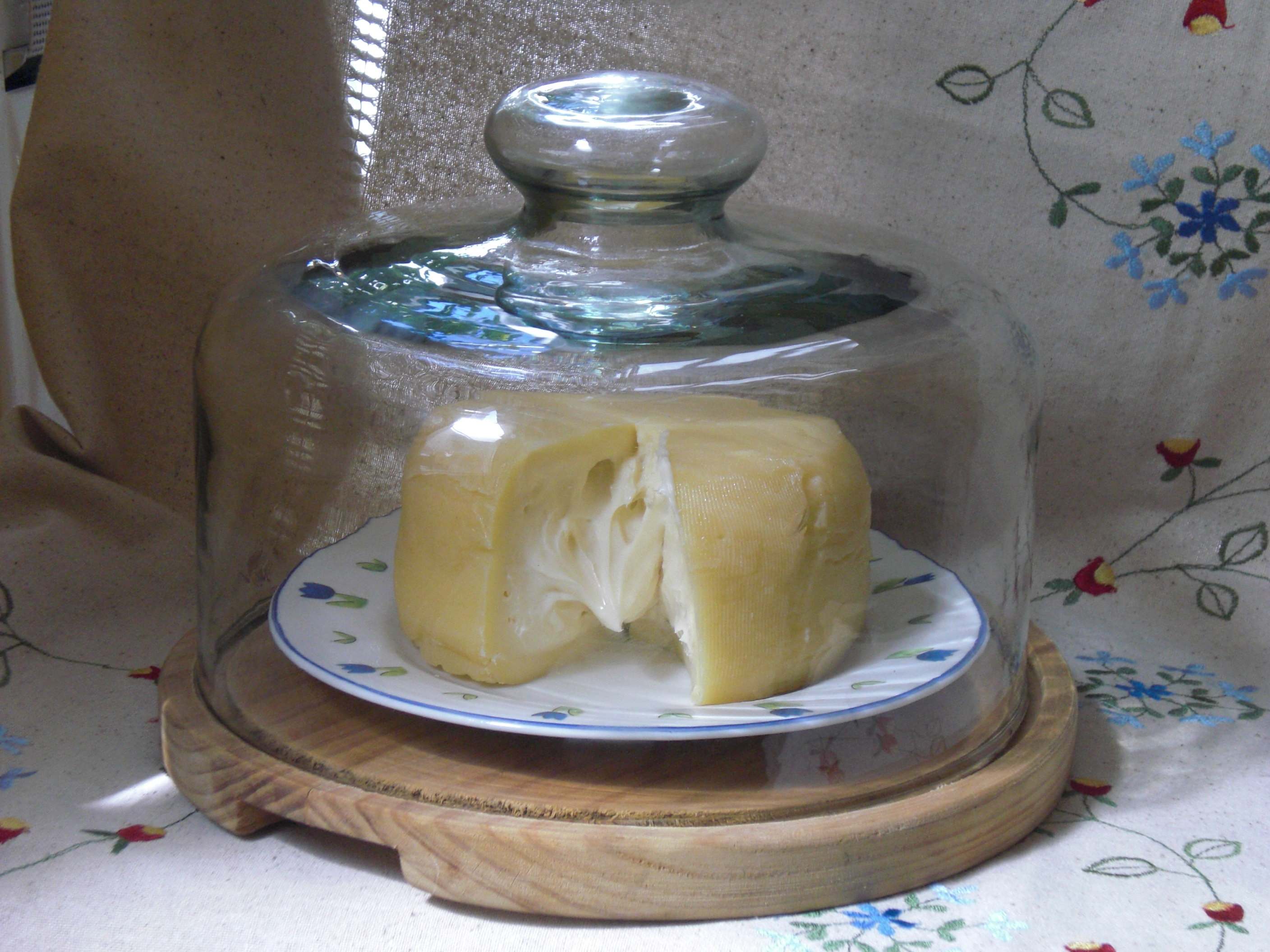

Een kaasstolp is een stolp, speciaal bedoeld om kaas onder te bewaren.
Een kaasstolp dient om de kaas te beschermen tegen invloeden van buitenaf, zoals vliegen en schimmels. De kaasstolp beschermt kaas tegen bederf, uitdrogen en zweten.
De meeste kaasstolpen zijn gemaakt van glas of keramiek. Vaak heeft een kaasstolp de doorsnede van een bord. De kaas kan dan op het bord worden gelegd en de stolp kan eroverheen worden geplaatst.

## Overdrachtelijk
- Iets onder de kaasstolp houden. Met deze uitdrukking wordt bedoeld dat men iets niet naar buiten wil brengen.